# 米尔巴莱区
米尔巴莱区（法語：Mirebalais，發音：[miʁbalɛ]），是海地中央省的區，位於該國東部，面積863.9平方公里，海拔高度138米，2015年人口192,852，人口密度每平方公里223.2人。